# Kubisch vlakgecentreerd

Kubisch vlakgecentreerde eenheidscel

Een rooster heet kubisch vlakgecentreerd, afgekort tot kvg, als de roosterpunten zich op de hoekpunten en in de middens van de zijvlakken van een kubus bevinden. Het is een van de veertien bravaistralies.
Als een rooster zich in de drie onafhankelijke richtingen herhaalt, zodat er een rooster ontstaat en er op ieder roosterpunt een molecuul, ion of atoom is ingevuld, ontstaat een kubisch kristalstelsel. Bij het kubisch vlakgecentreerde rooster zijn ook de middens van de zijvlakken bezet. Het rooster dat door moleculen, ionen of atomen wordt gevormd, heet een kristalrooster.

## Eenheidscel

Eenheidscel van een kubisch vlakgecentreerd rooster

Een eenheidscel is een deel van het kristalstelsel dat zich in dezelfde stand herhaalt in drie onafhankelijke richtingen. Wanneer er een rooster van eenheidscellen naast elkaar wordt gevormd, en er zich op ieder roosterpunt een molecuul, ion of atoom bevindt, dan is het een kristalrooster. De moleculen, ionen of atomen op de hoeken zijn dezelfde, die in de middens van de zijvlakken ook, maar die op de hoekpunten en die in de middens mogen verschillend zijn van elkaar. Wanneer het om moleculen of samengestelde ionen gaat, liggen die steeds op dezelfde manier georiënteerd. De atomen of ionen zijn dan op de manier gerangschikt, zoals in de bovenste figuur is aangegeven.
Een kubisch vlakgecentreerde eenheidscel bevat in totaal vier roosterpunten:
- 8 hoekpunten die elk voor 1/8 binnen het rooster vallen en
- 6 punten in de middens van de zijvlakken die elk voor de helft binnen het rooster vallen.
- {\displaystyle 4=8\times {\tfrac {1}{8}}+6\times {\tfrac {1}{2}}}

Het primitief kubisch kristalstelsel is een van de drie verschillende bravaistralies in het kubisch kristalstelsel, de andere twee zijn het primitief kubische en het kubisch ruimtelijk gecentreerde kristalstelsel.
De atomaire pakkingssfactor {\displaystyle \eta _{\text{pk}}} van het kubisch vlakgecentreerde kristalrooster is ongeveer gelijk aan 0,74048.

## Kubisch vlakgecentreerde materialen
Een aantal elementen uit het periodiek systeem hebben bij kamertemperatuur een kubisch vlakgecentreerd kristalrooster. Dit zijn neon, aluminium, calcium, nikkel, koper, zilver, platina en goud.

### Meer atomen per eenheidscel
De steenzoutstructuur is een voorbeeld van een kubisch vlakgecentreerd kristalrooster, hoewel het nog een atoom in het midden van de kubus heeft. NaCl, steen- of keukenzout, is hiervan een voorbeeld. Eén natrium- en een aanliggend chloride-ion worden in dit geval een structuureenheid van het rooster genoemd. Andere samenstellingen die de steenzoutstructuur hebben, zijn bijvoorbeeld kaliumchloride KCl, zilverbromide AgBr en mangaan(II)oxide MnO.
Een ander voorbeeld is zinksulfide, waarbij de structuureenheid bestaat uit een zink-ion en een zwavel-ion. Op elk roosterpunt bevindt zich dan een zink-ion en op een afstand van (1/4, 1/4, 1/4) van ieder zinkion bevindt zich een zwavelion. De structuur die zo ontstaat, wordt ook wel de zinkblendestructuur genoemd.
Kubisch vlakgecentreerde kristalstructuren

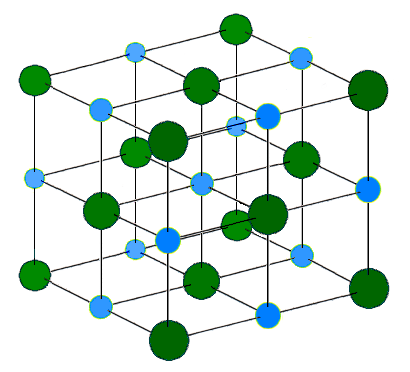
Steenzoutstructuur
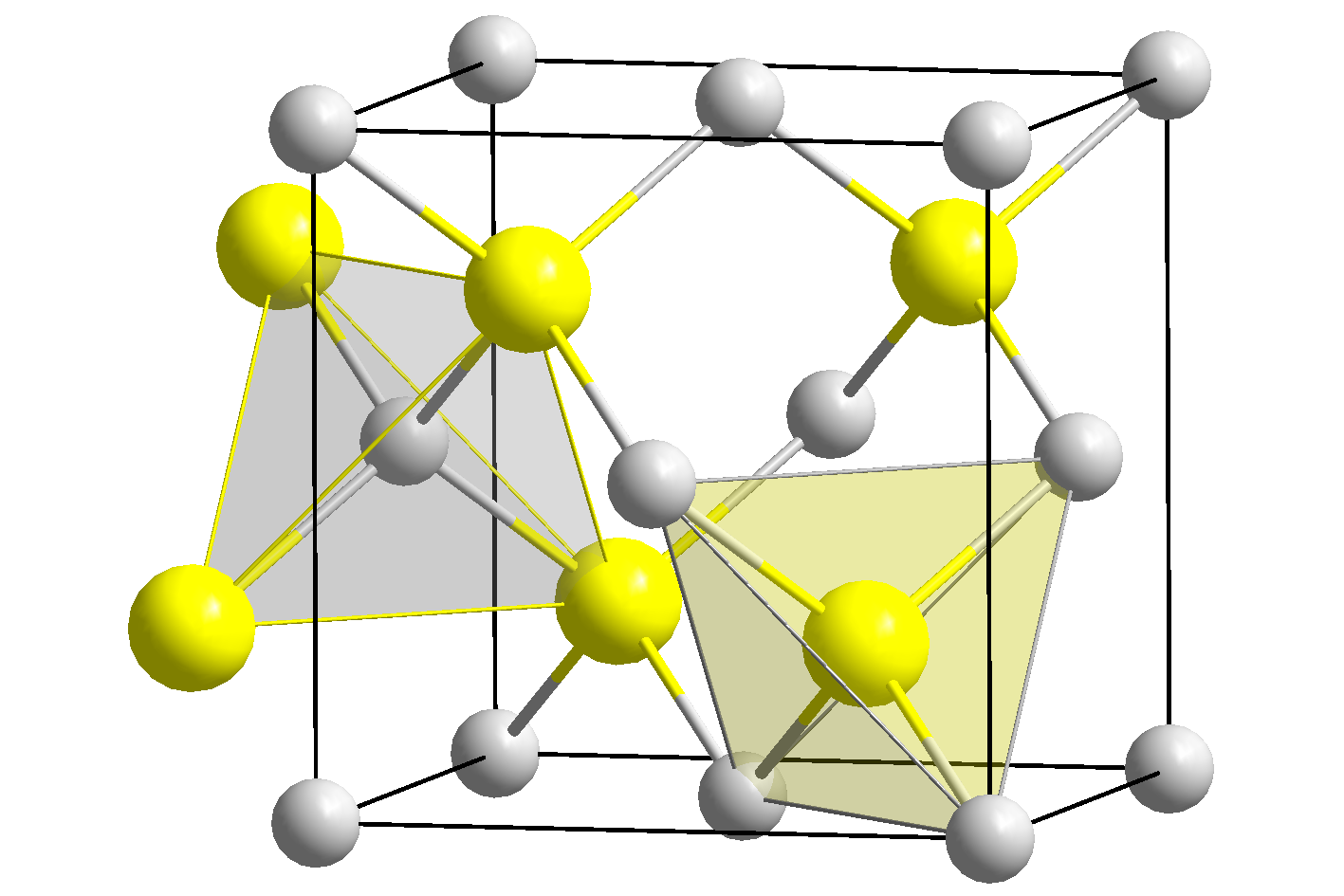
Zinkblendestructuur